# ساهاك الثاني مشاليان
المطران ساهاك الثاني مشاليان (بالتركية: II. Sahag Maşalyan)‏ (من مواليد 17 مارس 1962) أصبح بطريرك الأرمن الارثوذكس في القسطنطينية الخامس والثمانين في عام 2019، مقيم بتركيا.
بطريركية القسطنطينية الأرمينية هي إحدى الكراسي الأربعة للكنيسة الرسولية الأرمنية (الثلاثة الآخرون هم الكرسي في إتشميادزين (أرمينيا)، والكرسي الرسولي في كيليكيا (لبنان) والبطريركية الأرمنية في القدس) ولها وضع مستقل، وتقبل، من ناحية أخرى، السلطان الروحي لكاثوليكوس أرمينيا في إتشميادزين المقدسة كرئيس لجميع الأرمن.
ولد البطريرك ساهاك الثاني مشاليان في إسطنبول، تركيا في 17 مارس 1962.
خلال الانتخابات، منعت الحكومة التركية المرشحين من أرمينيا. لذلك، شارك اثنان فقط من المرشحين في الانتخابات - مشاليان ورئيس الأساقفة آرام أتشيان - وكلاهما يعتبر مقربًا من الحكومة التركية. انتقد مشاليان المتنازع عليه اعتراف مجلس الشيوخ الأمريكي بالإبادة الجماعية للأرمن  على الرغم من أنه هو نفسه ينحدر من عائلة ناجين من الإبادة الجماعية للأرمن.